# Kaya Scodelario
Kaya Rose Humphrey Scodelario (Paddington, Londres, 13 de març de 1992), més coneguda com a Kaya Scodelario és una actriu i model anglesa, filla de pare anglès i mare brasilera. És principalment coneguda pel seu paper a la sèrie de televisió britànica Skins, on interpretava a l'adolescent Effy Stonem.

## Trajectòria
El seu primer paper com a actriu va ser un paper secundari en la primera temporada de la sèrie Skins com a Effy Stonem, la germana del Tony. El 2009 va passar a ser un dels personatges principals de la sèrie, durant la 3a i la 4a temporada. Sense cap experiència prèvia en el món de l'actuació i amb només 14 anys, va anar al càsting de Skins. Es va sentir massa jove i es va desanimar, però abans que marxés, un productor la va aturar i li va demanar que llegís el fragment d'escena. Tot i que el seu paper tenia molt poques línies en la primera temporada, el seu personatge es va desenvolupar considerablement durant la segona temporada, per acabar convertint-se en un dels personatges principals de la segona generació de la sèrie i l'única, juntament amb l'actriu Lisa Backwell, que apareixia en la nova generació.
L'actriu va tenir el seu primer paper en el cinema en la pel·lícula de ciència-ficció Moon, pel qual va ser premiada en el Festival de Cinema de Sundance de 2009. Posteriorment va interpretar l'adolescent Tasha a la pel·lícula Shank (2010), Peshet al remake Clash of the Titans i Catherine Earnshaw a Wuthering Heights.

## Filmografia

### Cinema i televisió
| Any            | Títol                                            | Personatge              |                                        |
| -------------- | ------------------------------------------------ | ----------------------- | -------------------------------------- |
| 2007–2010 2013 | Skins                                            | Effy Stonem             |                                        |
| 2009           | Moon                                             | Eve                     |                                        |
| 2010           | Clash of the Titans                              | Peshet                  |                                        |
| 2010           | Shank                                            | Tasha                   |                                        |
| 2011           | Wuthering Heights                                | Catherine Earnshaw      |                                        |
| 2012           | True Love                                        | Karen                   |                                        |
| 2012           | Now Is Good                                      | Zoey                    |                                        |
| 2012           | Twenty8k                                         | Sally Weaver            |                                        |
| 2013           | The Truth About Emanuel                          | Emanuel                 |                                        |
| 2013           | Southcliffe                                      | Anna                    |                                        |
| 2013           | Walking Stories                                  | Sara Campbell           |                                        |
| 2014           | The Maze Runner                                  | Teresa                  |                                        |
| 2014           | Tiger House                                      | Kelly                   |                                        |
| 2014           | A Plea for Grimsby                               | Xicona de Jone          | Curtmetratge                           |
| 2015           | Maze Runner: The Scorch Trials                   | Teresa                  |                                        |
| 2017           | Pirates of the Caribbean: Dead Men Tell No Tales | Carina Smyth            |                                        |
| 2018           | Maze Runner: The Death Cure                      | Teresa                  |                                        |
| 2019           | Extremely Wicked, Shockingly Evil and Vile       | Carol Ann Boone         |                                        |
| 2019           | Crawl                                            | Haley Keller            |                                        |
| 2020           | El misteri d'El Cavall Cendrós                   | Hermia Easterbrook      | Minisèrie                              |
| Per estrenar   | The King's Daughter                              | Marie-Joséphe D'Alember | Producció completada; esperant estrena |

### Vídeos Musicals
| Any  | Títol                   | Artista         |
| ---- | ----------------------- | --------------- |
| 2009 | "Stay Too Long"         | Plan B          |
| 2010 | "She Said "             | Plan B          |
| 2010 | "Old Isleworth"         | The Ruskins     |
| 2010 | "Love Goes Down"        | Plan B          |
| 2011 | "Writing's on the Wall" | Plan B          |
| 2012 | "Candy"                 | Robbie Williams |